# Eta Harichová-Schneiderová
Eta Harichová-Schneiderová, nepřechýleně Eta (Margarete) Harich-Schneider (rozená Schneiderová, nepřechýleně Schneider) (16. listopadu 1894 Oranienburg – 10. ledna 1986 Vídeň) byla německá cembalistka, muzikoložka, japanoložka a spisovatelka.

## Život
Její otec Karl Schneider (1859–1933) byl vysokým státním úředníkem nejprve v Kasselu a později ve Frankfurtu nad Odrou. Její matka Paula Schneider rozená Neumannová (1867–1944) měla umělecké zájmy.
V roce 1915 absolvovala střední školu a téhož roku  se provdala za spisovatele Walthera Haricha, ale v roce 1922 ho opustila. Vychovávala své dcery Lili a Susanne sama.
Studovala klavír a hudební vědu, zejména u Curta Sachse. Jako koncertní pianistka debutovala v Berlíně v roce 1924 premiérou Suity Paula Hindemitha 1922. V roce 1928 studovala u Günthera Ramina (1928–1929), poté u Wandy Landowské (1929–1935). Svůj první koncert jako cembalistka absolvovala v Berlíně v roce 1931. Byla profesorkou na Hochschule für Musik v Berlíně, ale v roce 1940 ji její odmítnutí vstoupit do nacistické strany donutilo uprchnout. Vybrala si Japonsko, kde žila až do roku 1949. Od roku 1947 vyučovala západní hudbu hudebníky císařského dvora.
V roce 1949 se přestěhovala do New Yorku, kde pokračovala ve studiu japonské hudby na Kolumbijské univerzitě. Diplomovou práci ze sociologie dokončila v roce 1955 a získala grant od nadace Guggenheim a Bollingen. Přednášela v Chicagu, Londýně, Paříži, Utrechtu, Amsterdamu a Leidenu.
Napsala několik knih o Japonsku, resp. o japonské hudbě. Jeho spisy se zaměřují spíše na hudební umění než na lidovou hudbu. Její první velké dílo, The Rhythmical Patterns in Gagaku and Bugaku (1954), je věnováno dvorní hudbě gagaku a bugaku Japonska.

## Dílo
- Kleine Schule des Cembalo-Spiels. Bärenreiter, Kassel 1952.
- Die Kunst des Cembalo-Spiels, nach den vorhandenen Quellen dargestellt und erläutert. 4. Auflage. Bärenreiter Verlag, Kassel 1979 (první vydání vyšlo v roce 1939).
- The harpsichord: an introduction to technique, style and the historical sources. 2. vyd., Kassel, Bärenreiter 1973.
- Charaktere und Katastrophen: Augenzeugenberichte einer reisenden Musikerin. Ullstein, Berlín 1978 (Memoiren).
- History of Japanese Music. Oxford University Press, 1973.
- Musikalische Impressionen aus Japan 1941–1957. Iudicium Verlag, 2006.
- Zärtliche Welt – François Couperin und seine Zeit. 1939.
- Překladatelka a vydavatelka Tomáse de Santa Marii Wie mit aller Vollkommenheit und Meisterschaft das Klavichord zu spielen sei). Kistner und Siegel, Leipzig 1937. 2. vydání: 1986 (Anmut und Kunst beim Klavichordspiel,  také s překladem od Fraye).
- Shakespeare Sonette in deutscher Sprache von Eta Harich-Schneider. Pekinger Pappelinsel, 1944.
- The Rhythmical Patterns in Gagaku and Bugaku. Brill, Leiden 1954.
- Regional Folk Songs and Itinerant Minstrels in Japan. In: Journal of the American Musicological Society, 1957, Nr. 10, s. 132 f.
- The Last Remnants of a Mendicant Musicians Guild: The Goze in Northern Honshu (Japan). In: Journal of the International Folk Music Council, 1959/11, s. 56–59.